# 푼트투코투코
푼트투코투코(Ctenomys pundti)는 투코투코과에 속하는 설치류의 일종이다. 아르헨티나 중부 코르도바 주 남부와 산루이스주의 팜파스의 토착종이다. 일반명과 학명은 아르헨티나의 토지 소유자 겸 수집가 모리츠 푼트(Moritz Pundt)의 이름에서 유래했다. 파편화된 개체군을 가지고 있으며, 농경지로 사용하기 위해 서식지를 전환하기 때문에 위협을 받고 있다.